# Johann Friedrich von Winterfeld

Wappen derer von Winterfeld

Johann Friedrich von Winterfeld, auch Winterfeldt, (* 14. Juli 1609 in Dallmin; † 3. Dezember 1667 in Lübeck) war Erbherr auf Dallmin und Dompropst im Hochstift Lübeck.

## Leben
Johann Friedrich von Winterfeld entstammte dem ursprünglich märkischen Uradelsgeschlecht von Winterfeld(t) und war Sohn des Lübecker Domherrn und ab 1615 Domdechanten Christoph von Winterfeld († 1654). Schon als Siebenjähriger erhielt er 1616 seine Präbende am Lübecker Dom. 1626 immatrikulierte er sich an der Universität Rostock. 1637 wurde er als Nachfolger von Otto Tanck Dompropst und 1656, nachdem der Dekan Hinrich von der Decken nach nur zweijähriger Amtszeit starb, auch Domdekan. Daneben war er Dechant des Kollegiatstifts St. Michael in Eutin.
Er war zugleich Herzoglich Gottorfischer Geheimer Rat und (vermutlich nacheinander) Amtmann der herzoglichen Ämter Tremsbüttel, Steinhorst, Trittau und Apenrade. 1653 erwarb er das Gut Marutendorf.
Im Zweiten Nordischen Krieg geriet Winterfeld in seiner Doppelstellung als brandenburgischer Vasall und Rat Herzogs Friedrich III. (Schleswig-Holstein-Gottorf), des Schwiegervaters und Verbündeten des schwedischen Königs Karl X. Gustav, in eine gefährliche Situation. Kurfürst Friedrich Wilhelm (Brandenburg) drohte ihm die Enteignung seiner brandenburgischen Güter an und verurteilte ihn zur Zahlung von 6000 Reichstalern. Ein Vermittlungsversuch des neuen Fürstbischofs Christian Albrecht blieb erfolglos, und der Kurfürst ließ 1660 von Winterfeld in Tondern festsetzen, bis seine Frau die 6000 Reichstaler zu seiner Freilassung aufgebracht hatte.
Johann Friedrich von Winterfeld war verheiratet mit Auguste Elisabeth († 30. September 1667), geb. von Ahlefeld, einer Tochter des Obersten Georg von Ahlefeldt auf Quarnbek und seiner Frau Margarethe, geb. Blome. Die in der älteren Literatur zu findende Angabe, dass das Paar eine Tochter Anna Dorothea gehabt habe, die 1705 Herzog Carl Ludwig von Schleswig-Holstein-Sonderburg-Franzhagen heiratete, beruht nach Ludwig Gustav von Winterfeld auf einer Verwechslung. Sie war die jüngste Tochter von Barthold Dietrich von Winterfeld aus dem Hause Tützen.
Sein Nachfolger als Dompropst wurde in Ausübung des städtischen Präsentationsrechts Bernhard Diedrich Brauer.

## Archivalien
- Bittschrift an den Kaiser in der Streitsache von Dompropst Johann Friedrich von Winterfeld und Anton Heinrich Gloxins als Kurator bonorum gegen den König zu Dänemark und Herzog Christian Albrecht zu Schleßwig-Hollstein wegen einer Kreditangelegenheit und dem Verkauf der Güter Quarnebeck und Marntendorf im Landesarchiv Sachsen-Anhalt, Bestand H 82 (Benutzungsort: Wernigerode) Gutsarchiv Goseck in der Deutschen Digitalen Bibliothek